# Муромский приборостроительный завод
Му́ромский приборострои́тельный заво́д (другие наименования: Ве́рбовский заво́д, вое́нный заво́д или порохово́й заво́д, ранее носивший и разговорное название — Ленингра́дский заво́д) — градообразующее предприятие микрорайона Вербовский в Муроме.

## История
Строительство завода начато в 1936 году. С 1956 по 1967 год завод возглавлял Михаил Иванович Ермаков.
По рассказам, именно из-за приборостроительного завода Муром в советское время был закрытым городом. Частые сюжеты рассказов об этом заводе — засекреченность, а также вредное производство и трагедии, происходившие с работниками:
«Может быть, в каком-то смысле там у них свои привилегии в своё время были, то, что платили там нормально. Завод опасный, там сколько было этих и взрывов и… <…> Да конечно, там и люди и погибали там»;
«Пороховой завод. [У тех, кто там работал, пальцы] жёлтые, это самое, там вообще, как никотином обожжённые. Главное, такие. И многие беспалые такие же, культи вот, культя. Там много обрывало там. Трагедий много очень было».

## Производство
«Муромский приборостроительный завод» входит в состав Владимирского регионального отделения СоюзМаш России.
Открытое Акционерное общество «Муромский приборостроительный завод» занимается производством:
- Пиротехнических устройств для приведения в действие средств спасения в авиационной, морской и сухопутной технике, а также для космических комплексов, в том числе пилотируемых[3].
- Капсюлей—воспламенителей для всех видов гражданского, служебного и спортивного оружия[4].
- Средств инициирования для различных систем пожаротушения с использованием технологии двойного назначения[4].
- Средств спасения на водах для МЧС, военного и гражданского флота[4].

По состоянию на 2024 год, кроме военной продукции, завод производит бытовую химию, лекарственные средства и пиротехнические изделия для страйкбола.
Основными заказчиками продукции являются государственные структуры, а также Госкорпорация «Росатом» и ОПК.
Существующая на ОАО «Муромский приборостроительный завод» система качества сертифицирована на соответствие требованиям международного стандарта ГОСТ Р ИСО 9001.

## Санкции
18 марта 2023 года, на фоне вторжения России на Украину, завод включён в санкционный список Украины так как «деятельность предприятия играет значительную роль в обеспечении вооруженной агрессии против Украины».
23 июня 2023 года завод включён в санкционный список стран Евросоюза так как он оказывает материальную поддержку и получает выгоду от Правительства России, которое несет ответственность за аннексию Крыма и дестабилизацию Украины.